# Уолтер, Джакоби
Джакоби Амари Уолтер (англ. Ja'Kobe Amare Walter; род. 4 сентября 2004, Мак-Кинни, Техас) — американский профессиональный баскетболист клуба НБА «Торонто Рэпторс».

## Ранние годы
Уолтер вырос в Мак-Кинни, штат Техас, и изначально учился в средней школе Мак-Кинни. Будучи атакующим защитником, он в среднем набирал 23,3 очка, делал 7,6 подборов, 1,9 передач и 2,3 перехвата за игру будучи юниором, когда Мак-Кинни выиграл чемпионат штата. Уолтер перевёлся в Академию Линка в Брансоне, штат Миссури, перед началом своего последнего года обучения. Он был выбран для в матче McDonald's All-American в 2023 годум. Он также был выбран для участия в составе сборной США на турнире Nike Hoop Summit.
Уолтер был единогласно признан пятизвездочным новобранцем и одним из лучших игроков в классе 2023 года, по данным основных рекрутинговых служб. 22 июня 2022 года он принял решение играть за «Бэйлор», несмотря на предложения от «Техаса», «Оберна» и «Алабамы».

## Карьера в колледже
Уолтер поступил в университет Бэйлора в июне 2023 года, чтобы принять участие в летних тренировках. В своем дебютном матче против «Оберна» Уолтер установил рекорд Бэйлора по очкам в дебютном матче среди первокурсников, набрав 28 очков. В среднем он набирал 14,5 очков, делал 4,4 подбора и 1,4 передачи за игру. Уолтер был назван Новичком года конференции Big 12.

## Профессиональная карьера

### Торонто Рэпторс/Рэпторс 905 (2024—н.в.)
26 июня 2024 года Уолтер был выбран под 19-м номером командой «Торонто Рэпторс» на драфте НБА 2024 года, а 4 июля он подписал контракт с командой. Однако он пропустил начало сезона, включая тренировочный лагерь, из-за растяжения связок акромиально-ключичного сустава. В течение своего сезона новичка он несколько раз привлекался в фарм-клуб «Рэпторс 905».
1 ноября 2024 года Уолтер дебютировал в НБА, а 27 ноября он впервые в своей карьере вышел в стартовом составе НБА, оформив свой первый дабл-дабл с 11 подборами, 14 очками и 5 передачами в победной игре против «Нью-Орлеан Пеликанс» (93:119). 22 декабря он набрал рекордные для себя 27 очков в домашнем проигрышном матче против «Хьюстон Рокетс» (110:114).
4 марта 2025 года в матче против «Орландо Мэджик», Уолтер сделал 3 подбора и набрал 17 очков, включая победные 3 очка за 0,5 секунд до конца 4-й четверти. Это позволило «Рэпторс» одержать победу в «Киа-центре» со счётом 114:113.

## Личная жизнь
Уолтер родился и вырос в Мак-Кинни, штат Техас, где у него глубокие семейные корни. Отец Уолтера, Эдди Уолтер, играл в баскетбол за колледж Бирмингем–Саутерн с 1994 по 1996 года. Его родители назвали его в честь легенд баскетбола Коби Брайанта и Майкла Джордана. Уолтер — христианин и сказал, что его вера «позволила ему оставаться скромным и использовать свои дары для служения другим».

## Статистика

### Статистика в НБА
| Сезон                                                                                    | Команда | Регулярный сезон | Регулярный сезон | Регулярный сезон | Регулярный сезон | Регулярный сезон | Регулярный сезон | Регулярный сезон | Регулярный сезон | Регулярный сезон | Регулярный сезон | Регулярный сезон | Серия плей-офф | Серия плей-офф | Серия плей-офф | Серия плей-офф | Серия плей-офф | Серия плей-офф | Серия плей-офф | Серия плей-офф | Серия плей-офф | Серия плей-офф | Серия плей-офф |
| Сезон                                                                                    | Команда | GP               | GS               | MPG              | FG%              | 3P%              | FT%              | RPG              | APG              | SPG              | BPG              | PPG              | GP             | GS             | MPG            | FG%            | 3P%            | FT%            | RPG            | APG            | SPG            | BPG            | PPG            |
| ---------------------------------------------------------------------------------------- | ------- | ---------------- | ---------------- | ---------------- | ---------------- | ---------------- | ---------------- | ---------------- | ---------------- | ---------------- | ---------------- | ---------------- | -------------- | -------------- | -------------- | -------------- | -------------- | -------------- | -------------- | -------------- | -------------- | -------------- | -------------- |
| 2024/25                                                                                  | Торонто | 52               | 18               | 21,2             | 40,5             | 34,9             | 79,5             | 3,1              | 1,6              | 0,8              | 0,2              | 8,6              | Не участвовал  | Не участвовал  | Не участвовал  | Не участвовал  | Не участвовал  | Не участвовал  | Не участвовал  | Не участвовал  | Не участвовал  | Не участвовал  | Не участвовал  |
|                                                                                          | Всего   | 52               | 18               | 21,2             | 40,5             | 34,9             | 79,5             | 3,1              | 1,6              | 0,8              | 0,2              | 8,6              | Не участвовал  | Не участвовал  | Не участвовал  | Не участвовал  | Не участвовал  | Не участвовал  | Не участвовал  | Не участвовал  | Не участвовал  | Не участвовал  | Не участвовал  |
| Наведите курсор мыши на аббревиатуры в заголовке таблицы, чтобы прочесть их расшифровку. |         |                  |                  |                  |                  |                  |                  |                  |                  |                  |                  |                  |                |                |                |                |                |                |                |                |                |                |                |

### Статистика в NCAA
| Сезон | Команда | Conf   | Class | GP | GS | MPG  | FG%  | 3P%  | FT%  | RPG | APG | SPG | BPG | PPG  |
| --- | ------- | ------ | ----- | -- | -- | ---- | ---- | ---- | ---- | --- | --- | --- | --- | ---- |
| 2023/24 | Бэйлор  | Big 12 | FR    | 35 | 35 | 32,3 | 37,6 | 34,1 | 79,2 | 4,4 | 1,4 | 1,1 | 0,2 | 14,5 |
| Всего | Всего   | Всего  | Всего | 35 | 35 | 32,3 | 37,6 | 34,1 | 79,2 | 4,4 | 1,4 | 1,1 | 0,2 | 14,5 |
| Наведите курсор мыши на аббревиатуры в заголовке таблицы, чтобы прочесть их расшифровку Статистика приведена с сайта sports-reference.com |         |        |       |    |    |      |      |      |      |     |     |     |     |      |